# Bronisław Urban

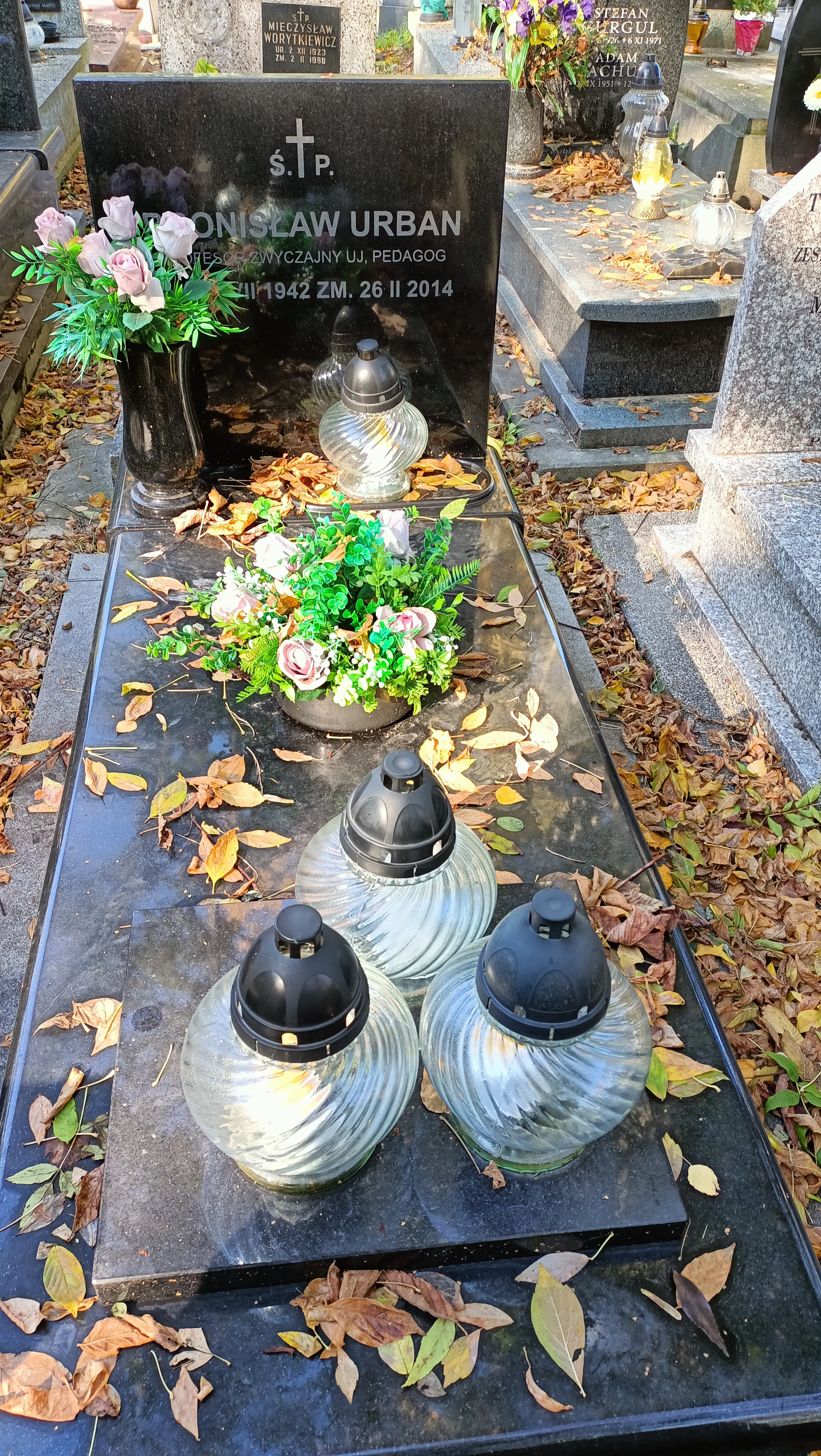
Grób Bronisława Urbana na Cmentarzu Rakowickim w Krakowie

Bronisław Zygmunt Urban (ur. 27 lipca 1942 w Radgoszczy, zm. 26 lutego 2014) – polski pedagog, specjalista w zakresie pedagogiki resocjalizacyjnej i pedagogiki specjalnej, prof. zw. dr hab., współtwórca i nestor polskiej pedagogiki resocjalizacyjnej.  
Jako wykładowca związany był między innymi z Instytutem Pedagogiki Wydziału Filozoficznego Uniwersytetu Jagiellońskiego w Krakowie, którego był profesorem zwyczajnym, Katedrą Pedagogiki Górnośląskiej Wyższej Szkoły Pedagogicznej im. Kardynała Augusta Hlonda w Mysłowicach, Pedagogium Wyższą Szkołą Nauk Społecznych w Warszawie oraz Kolegium Nauczycielskim w Bielsku-Białej. Był przewodniczącym Zespołu Pedagogiki Resocjalizacyjnej przy Komitecie Nauk Pedagogicznych PAN oraz redaktorem naczelnym jego rocznika - "Resocjalizacja Polska". Był promotorem w szesnastu przewodach doktorskich, wśród jego uczennic była m.in. Małgorzata Michel.
Pochowany na cmentarzu Rakowickim w Krakowie.

## Wybrana bibliografia autorska
- Agresja młodzieży i odrzucenie rówieśnicze (Wydawnictwo Naukowe PWN; Warszawa; 2012; ISBN 978-83-01-16918-3)
- Niedostosowanie społeczne w domach dziecka (nakł. UJ, Kraków, 1982)
- Wybrane zagadnienia teorii wychowania (Politechnika Krakowska im. Tadeusza Kościuszki; Kraków; 1993)
- Zaburzenia w zachowaniu i przestępczość młodzieży (Wydaw. Uniwersytetu Jagiellońskiego; Kraków; cop. 2000; ISBN 83-233-1294-X)
- Zachowania dewiacyjne młodzieży (Wydaw. Uniwersytetu Jagiellońskiego; Kraków; wyd. II; 1997; ISBN 83-233-1073-4)
- Zachowania dewiacyjne młodzieży w interakcjach rówieśniczych (Wydaw. Uniwersytetu Jagiellońskiego; Kraków 2005; ISBN 83-233-2013-6)